# Acetona
La acetona o propanona es un compuesto químico de fórmula  CH3(CO)CH3 del grupo de las cetonas que se encuentra naturalmente en el medio ambiente. A temperatura ambiente se presenta como un líquido incoloro de olor característico. Se evapora fácilmente, es inflamable y es soluble en agua. La acetona sintetizada se usa en la fabricación de plásticos, fibras, medicamentos y otros productos químicos, así como disolvente de otras sustancias químicas.
Es la más simple de las cetonas.

## Nombre
Antes de los desarrollos en la nomenclatura de química orgánica, la acetona recibió muchos nombres diferentes desde el siglo XVII. Los nombres incluyen espíritu de Saturno, que se le dio cuando se pensaba que era un compuesto de plomo, y más tarde espíritu piroacético y éster piroacético.
Antes del nombre de "acetona" dado por Antoine Bussy, fue llamado "mesit" (del griego μεσίτης, que significa mediador) por Carl Reichenbach quien también afirmó que el alcohol metílico consistía en mesit y alcohol etílico. Los nombres derivados de mesit incluyen mesitileno y óxido de mesitilo, que se sintetizaron por primera vez a partir de acetona.
A diferencia de muchos compuestos con el prefijo acet- que tiene una cadena de 2 carbonos, la acetona tiene una cadena de 3 carbonos que ha causado confusión ya que no puede haber una cetona con 2 carbonos. El prefijo se refiere a la relación de la acetona con el vinagre (acetum en latín, también la fuente de las palabras "ácido" y "acético"), en lugar de su estructura química.

## Historia
La acetona fue producida por primera vez por Andreas Libavius en 1606 por destilación de acetato de plomo (II).
En 1832, el químico francés Jean-Baptiste Dumas y el químico alemán Justus von Liebig determinaron la fórmula empírica de la acetona.  En 1833, los químicos franceses Antoine Bussy y Michel Chevreul decidieron nombrar la acetona agregando el sufijo -ona a la raíz del ácido correspondiente (es decir, ácido acético) simplemente como un producto preparado de manera similar de lo que entonces se confundió con el ácido margárico se denominó margarona.  En 1852, el químico inglés Alexander William Williamson se dio cuenta de que la acetona era metilo acetilo; al año siguiente, el químico francés Charles Frédéric Gerhardt estuvo de acuerdo.  En 1865, el químico alemán August Kekulé publicó la fórmula estructural moderna de la acetona. Johann Josef Loschmidt había presentado la estructura de la acetona en 1861, pero su folleto publicado de forma privada recibió poca atención. Durante la Primera Guerra Mundial, Chaim Weizmann desarrolló el proceso para la producción industrial de acetona (Proceso Weizmann).

## Solubilidad
Este compuesto se disuelve fácilmente en el agua, ya que es un compuesto orgánico polar, interactúa fácilmente con otros compuestos polares como el agua, generando relaciones de momentos dipolo-dipolo, atrayendo las cargas parciales contrarias del otro compuesto.

## Propiedades químicas

### Tautomerismo ceto/enol
Como la mayoría de las cetonas, la acetona presenta la tautomería enol en la que la estructura nominal keto (CH
3)
2C=O de la acetona está en equilibrio con el isómero enol (CH
3)C(OH)=(CH
2) ('prop-1-en-2-ol). En el vapor de acetona a temperatura ambiente, sólo el 2,4×10-7% de las moléculas están en la forma enol.

### Condensación aldol
En presencia de catalizadores adecuados, dos moléculas de acetona también se combinan para formar el compuesto alcohol de diacetona (CH
3)C=O(CH
2)C(OH)(CH
3)
2, que al deshidratarse da Isopropiliden acetona. (CH
3)C=O(CH)=C(CH
3)
2. Este producto puede además combinarse con otra molécula de acetona, con pérdida de otra molécula de agua, dando forona y otros compuestos.

### Polimerización
Es de esperar que la acetona también forme polímeros y (posiblemente cíclicos) oligómeros de dos tipos. En un tipo, las unidades podrían ser moléculas de acetona unidas por puentes de  éter −O− derivados de la apertura del doble enlace, para dar una cadena parecida a policetales (PKA) [−O−C(CH
3)
2−]
n
. . El otro tipo podría obtenerse mediante condensación aldólica repetida, con una molécula de agua eliminada en cada paso, dando lugar a una cadena de poli(metilacetileno) (PMA) [−CH=C(CH
3)−]
n
. .

#### PKA tipo
La conversión de la acetona en un policetal (PKA) sería análoga a la formación de paraformaldehído a partir de formol, y de tritioacetona a partir de tioacetona. En 1960, los químicos soviéticos observaron que la termodinámica de este proceso es desfavorable para la acetona líquida, por lo que no se espera que (a diferencia de la tioacetona y el formol) se polimerice espontáneamente, ni siquiera con catalizadores. Sin embargo, observaron que la termodinámica se volvía favorable para la acetona sólida cristalina en el punto de fusión (-96 °C). Afirmaron haber obtenido dicho polímero (un sólido elástico blanco, soluble en acetona, estable durante varias horas a temperatura ambiente) depositando vapor de acetona, con algo de magnesio como catalizador, sobre una superficie muy fría.
En 1962, Wasaburo Kawai informó de la síntesis de un producto similar, a partir de acetona líquida enfriada a -70 a -78 °C, utilizando N-butil-litio o trietilaluminio como catalizadores.  Afirmó que el infrarrojo espectro de absorción mostró la presencia de enlaces sO− pero ningún grupo C=O. Sin embargo, otros investigadores obtuvieron posteriormente resultados contradictorios.

Estructura de un posible polímero de acetona

#### PMA tipo
Los polímeros tipo PMA de acetona serían equivalentes al producto de polimerización de propina, excepto por un grupo ceto terminal.

## Química industrial

### Procesos de fabricación
La síntesis a escala industrial de la acetona se realiza mayoritariamente (6 % de la capacidad en los EE. UU.) según el proceso catalítico de hidrólisis en medio ácido del hidroperóxido de cumeno, que permite también la obtención de fenol como coproducto, en una relación en peso de 0,61:1
Un segundo método de obtención (6 % de la capacidad de los Estados Unidos en 1995) es la deshidrogenación catalítica del alcohol isopropílico.
Otras vías de síntesis de acetona:
- Biofermentación
- Oxidación de polipropileno
- Oxidación de diisopropilbenceno

#### EE. UU.
En los EE. UU. el 10 % de la producción de acetona manufacturada se realiza mediante el proceso de peroxidación de cumeno con una capacidad que alcanzó en el 2002 los 1839 millones de toneladas. En el 2002 la capacidad se repartía en 11 plantas de fabricación pertenecientes a 8 compañías.
Miles de toneladas:
- Sunoco (Frankford, Haverhill) 576
- Shell (Deer Park-Texas)	 324
- Ineos Phenol (Theodore-Alabama) 274
- Dow (Freeport, Institute) 256
- MVPPP (Mount Vernon) 195
- Georgia Gulf (Pasadena, Plaquemine) 181
- JLM Chemicals (Blue Island) 25
- Goodyear Tire & Rubber (Bayport) 8

Total 839 millones de toneladas

#### España
Según el directorio de la Federación empresarial de la industria química española (FEIQUE) las siguientes compañías se dedican en España a la fabricación industrial de acetona:
- Industrial de Disolventes Indisol (Santa Perpètua de Mogoda, Barcelona)
- Cepsa Química (La Rábida, Palos de la Frontera, HUELVA)
- Química Farmacéutica Bayer, S.A.
- Rhodia Iberia S.A.
- Cor Química S.L. (Valdemoro, Madrid)
- PROQUIBASA (Barcelona)
- Quality Chemicals S.L. (Esparraguera, Barcelona)
- JGV69 (Alicante, Alicante)
- Laboratorios e Industrias Noriega S.L (Oviedo, Asturias)

## Aplicaciones industriales y demanda
La acetona es uno de los disolventes generales que más empleo tienen en la técnica industrial y profesional, debido a sus excelentes propiedades disolventes. Es un eficaz quitamanchas y es muy utilizado para quitar el esmalte de las uñas. También es un excelente disolvente de los barnices y pinturas oleosas (esmaltes sintéticos o pinturas de aceite). 
La repartición de las aplicaciones del uso de acetona en los EE. UU. se encontraba en el 2002 en los siguientes segmentos:
- Cianohidrina acetona para Metil metacrilato (MMA)	42 %
- Bisfenol A						24 %
- Disolventes						17 %
- Derivados del Aldol (MIBK y MIBC)			13 %
- Varios						 4 %

La aplicación más importante de la acetona se encuentra en la fabricación de Metil metacrilato (MMA), mercado que experimenta una demanda creciente (3 % anual) desde el 2002 por el incremento en los usos del Polimetilmetacrilato (PMMA), un material antifragmentación alternativo al vidrio en la industria de la construcción.
La demanda de Bisfenol-A y de resinas de policarbonato se ha duplicado en la década de los 1990, convirtiéndose en la segunda aplicación importante de la acetona (7 % incremento anual), demandada por la industria del automóvil y de microelectrónica (fabricación de discos CD y DVD).
La demanda de acetona es un indicador del crecimiento económico de cada región, ya que depende directamente de la marcha de las industrias del automóvil, construcción y microelectrónica. Así entre el 2000-2001 la demanda decreció un 9 % mientras que en el 2002 apuntó una recuperación como resultado del resurgimiento económico estadounidense.
En los EE. UU. la demanda interna en el 2002 fue de 1188 millones de toneladas, con un crecimiento medio en el periodo 1997-2002 del 0,9 %. En el 2006 la demanda prevista era de 1313 millones de toneladas.

## Estado en el medio ambiente
Se encuentra en forma natural en plantas, árboles  y en las emisiones de gases volcánicos o de incendios forestales, y como producto de degradación de las grasas corporales. También se encuentra presente en los gases de tubos de escape de automóviles, en humo de tabaco y en vertederos. Los procesos industriales aportan una mayor cantidad de acetona al medio ambiente que los procesos naturales.

## Metabolismo
La acetona se forma en la sangre cuando el organismo utiliza grasa en vez de glucosa como fuente de energía. Si se forma acetona, esto usualmente indica que las células carecen de suficiente insulina o que no pueden utilizar la presente en la sangre para convertir glucosa en energía. La acetona sigue su curso corporal hasta llegar a la orina. El aliento de personas que tienen gran cantidad de acetona en el organismo exhala olor a fruta y a veces se le denomina "aliento de acetona". 

## Riesgos para la salud

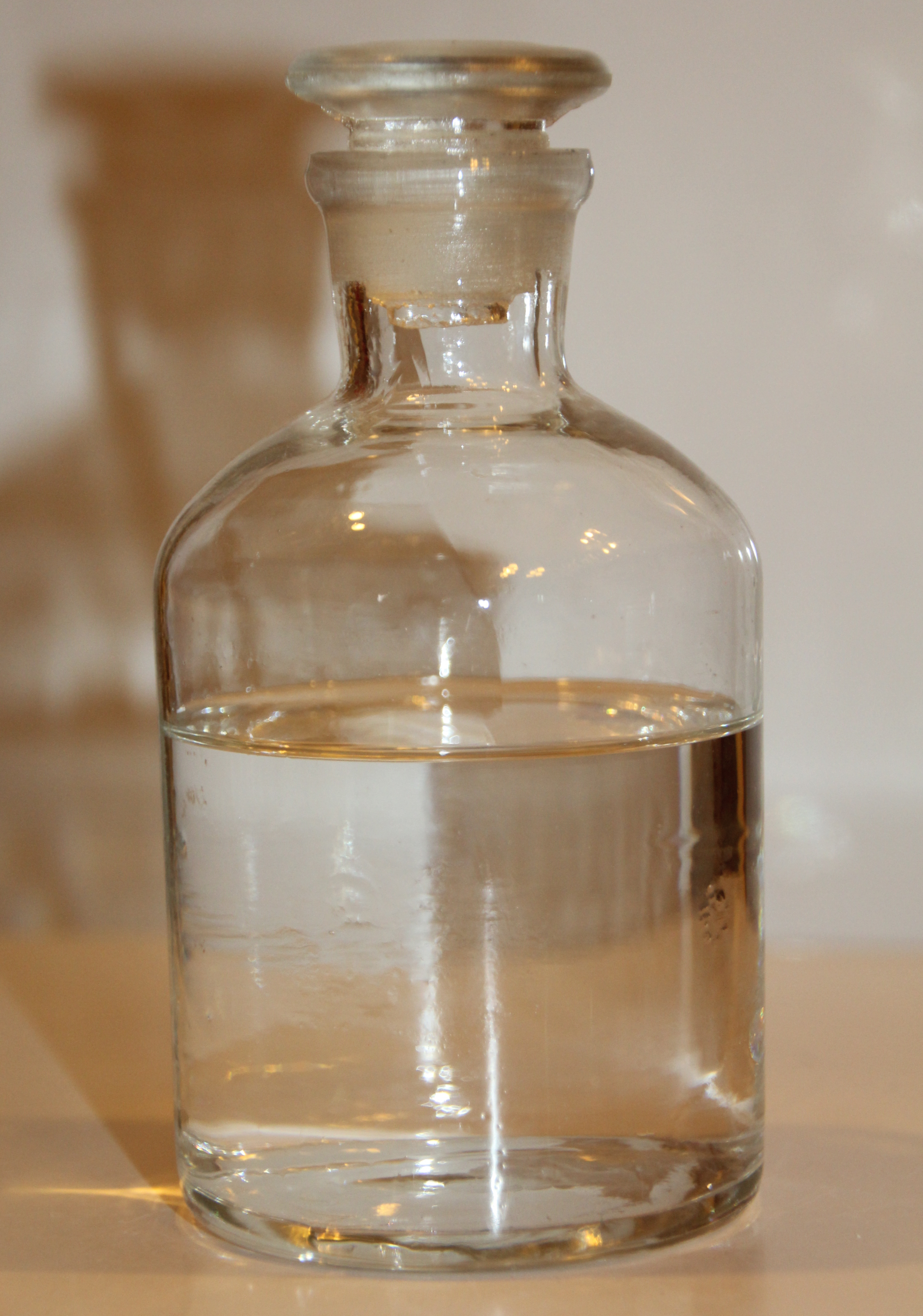
Frasco de cristal con acetona

Si una persona se expone a la acetona, ésta pasa a la sangre y es transportada a todos los órganos en el cuerpo. Si la cantidad es pequeña, el hígado la degrada a compuestos que no son perjudiciales que se usan para producir energía para las funciones del organismo. Sin embargo, respirar niveles moderados o altos de acetona por períodos breves puede causar irritación de la nariz, la garganta, los pulmones y los ojos; dolores de cabeza; mareo; confusión; aceleración del pulso; efectos en la sangre; náusea; vómitos; pérdida del conocimiento y posiblemente coma. Además, puede causar acortamiento del ciclo menstrual en mujeres.
Ingerir acetona puede producir pérdida del conocimiento y daño a la mucosa bucal. Ergo, esto es lo que hace peligroso ingerir alcohol isopropílico ya que se metaboliza en esta última substancia (tal como el alcohol etílico se metaboliza en acetaldehído que es el que causa la embriaguez). El contacto con la piel puede causar irritación y daño a la piel si el contacto es prolongado (por lo que se usan sólo pequeñas cantidades para remover manchas de barniz, pinturas oleosas o esmalte de uñas).
El aroma de la acetona y la irritación respiratoria o la sensación en los ojos que ocurren al estar expuesto a niveles moderados de acetona son excelentes señales de advertencia que pueden ayudarlo a evitar respirar niveles perjudiciales de acetona.
Los efectos de exposiciones prolongadas sobre la salud se conocen principalmente debido a estudios en animales. Las exposiciones prolongadas en animales produjeron daño del riñón, el hígado y el sistema nervioso, aumento en la tasa de defectos de nacimiento, y reducción de la capacidad de animales machos para reproducirse. No se sabe si estos mismos efectos pueden ocurrir en seres humanos.
Según el INSST (documento se recogen los Límites de Exposición Profesional para Agentes Químicos adoptados por el Instituto Nacional de Seguridad y Salud en el Trabajo (INSST) para el año 2009), la acetona tiene un Valor Límite Admitido de 500 ppm o de 1210 mg/m³.